# Karma Phuntsho

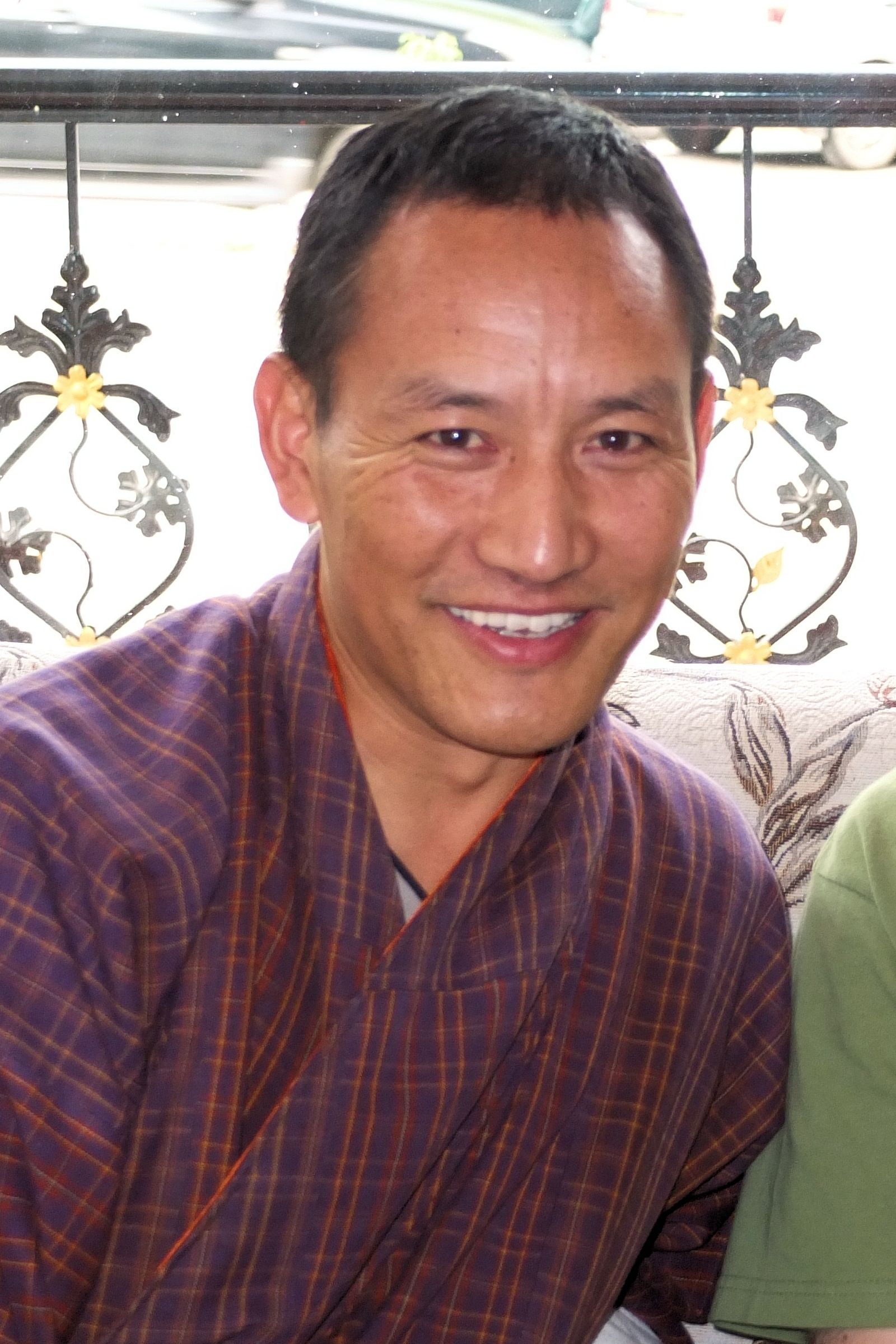
Foto de 2013

Loden Karma Phuntsho (en dzongkha: ཀརྨ་ཕུན་ཚོགས; Ura, Bumthang, 1968) es un exmonje budista y erudito butanés especializado en el Himalaya y galardonado con el Premio Ramón Magsaysay en 2024. 

## Biografía
Su madre proviene de la casa Gaden Lam, cuyos orígenes se remontan a Phajo Drugom Zhigpo, el sacerdote que llevó la tradición Drukpa Kagyü del budismo tibetano al oeste de Bután. Karma aprendió el alfabeto tibeano de su padre, un sacerdote y granjero de la familia Tsakaling Choje, cuyo linaje se remonta al santo Pema Lingpa.
Asistió a la escuela primaria y secundaria en Ura y pasó gran parte de sus vacaciones ayudando a un pastor de vacas en el distrito de Lhuntse. En 1986 se mudó a Thimphu, donde asistió brevemente a la escuela secundaria, luego se convirtió en monje y estudió budismo en el Monasterio Cheri. Posteriormente continuó sus estudios en el sur de la India y pasó un año en el Monasterio Sera. Desde 1994 enseñó budismo en el Instituto Ngagyur Nyingma en Bylakuppe, en el estado de Karnataka, al suroeste de la India.
En 1997 comenzó a estudiar en el Balliol College, Oxford, donde obtuvo un máster en sánscrito y religiones indias clásicas, y se doctoró en 2003 en la Universidad de Oxford.
Fundó la Fundación Loden en 1999.